# Skandalhus
Skandalhus är ett begrepp eller epitet som kan avse
- en byggnad som vid sin tillkomst genom sin storlek eller utformning anses på ett störande sätt avvika gentemot befintlig bebyggelse
- en byggnad med eftersatt underhåll eller i totalt förfall

## Byggnad som avviker gentemot befintlig bebyggelse
Vid olika skeden har förändrade stilideal, nytillkomna tekniska möjligheter eller förändrade behov bidragit till att nytillkomna byggnader uppförts som väsentligt avvikit från befintlig bebyggelse. Beteckningen förefaller främst ha förekommit första hälften av 1900-talet som var en period av stor omvandling av samhälle och bebyggelse.
Nedan ges exempel på byggnader som åtminstone vid sin tillkomst benämnts som "skandalhus" eller "Skandalhuset":
- Skandalhuset vid Roslagstorg var ett 5-våningshus som uppfördes 1906 och revs 1925. Bygglov nekades i lägre instanser med hänvisning till en kommande stadsplan som reserverade den aktuella tomten som en del av den öppna platsen i korsningen av Birger Jarlsgatan och Runebergsgatan. Efter överklagan till Kunglig Majestät beviljades bygglov och byggnaden uppfördes 1906. När den nya stadsplanen fastställdes 1908 gjordes en överenskommelse mellan ägare och staden om rivning, som dock genomfördes först 1925.[1]
- Skandalhuset, Uppsala uppfördes i jugendstil mellan 1906 och 1910 och fick sitt namn av samtiden då det ansågs vara en skandal att byggnaden var högre än det intilliggande monumentala universitetshuset vilket ansågs störa harmonin i omgivningarna.[2]
- Skandalhuset vid Stigbergstorget i Göteborg var ett femvånings stenhus som låg vid Stigbergstorget som fick det folkliga namnet "Skandalhuset" på grund av dess höga höjd i förhållande till grannen Gathenhielmska huset. Huset revs på 1940-talet.[3]

## Byggnader med eftersatt underhåll
Från tid till annan uppmärksammas byggnader med eftersatt underhåll eller totalt förfall. När förfallet fortskridit är byggnaden ofta bortom räddning och måste rivas vilket innebär en kostnad utan några intäkter. Kombinerat med en ägare som hamnat på obestånd kan ett sådant hus bli stående under lång tid innan rivning blir genomförd.
Nedan ges exempel på byggnader som benämnts som "skandalhus":
- I december 2024 evakuerades samtliga hyresgäster från vad som benämndes som "Skandalhusen på Norrby" i stadsdelen Norrby i Borås. Orsaken var fukt- och mögelskador och problem med flera elinstallationer.[4]
- I januari 2025 genomförde Skatteverket razzia på bostadsrättsföreningen 5:an på Rosengård vilket beskrevs som "Skatteverket på razzia i skandalhus". Fastigheten har tidvis varit utan uppvärmning på grund av obetalda räkningar vilket misstänks bero på att pengar plockats ut ur föreningen på otillbörligt sätt.[5]